# Тириново (Владимирская область)
Тириново — деревня в Александровском муниципальном районе Владимирской области России, входит в состав Следневского сельского поселения.

## География
Деревня расположена в 13 км на северо-восток от центра поселения деревни Следнево и в 7 км на север от города Александрова.

## История
В XIX — начале XX века деревня входила в состав Александровской волости Александровского уезда. В 1859 году в деревне числилось 18 дворов, в 1905 году — 34 дворов, в 1926 году — 27 дворов.
С 1929 года деревня входила в состав Новосельского сельсовтета Александровского района, с 1941 года — в составе Бакшеевского сельсовета Струнинского района, с 1965 года — в составе Александровского района, с 2005 года — в составе Следневского сельского поселения.

## Население
| 1859 | 1905 | 1926 | 2002 | 2010 | 2021 |
| ---- | ---- | ---- | ---- | ---- | ---- |
| 131  | ↗210 | ↘140 | ↘0   | ↗12  | ↘9   |